# Patagiaster granulatus
Patagiaster granulatus är en sjöstjärneart som beskrevs av McKnight 2006. Patagiaster granulatus ingår i släktet Patagiaster och familjen kamsjöstjärnor. Inga underarter finns listade i Catalogue of Life.